# إيران خودرو
شركة إيران خودرو (IKCO) أو مجموعة إيران خودرو الصناعية هي شركة تصنيع إيرانية لتصنيع السيارات مقرها الرئيسي يقع في العاصمة طهران. تأسست الشركة عام 1962 على يد الشقيقين أحمد ومحمود خيامي، وقد عرفت الشركة بإسم إيران ناشيونال وكلمة «خودرو» بالفارسية تعني: سيارة. ري را هي أحدث سيارة للشركة. 

## التاريخ
بدأت الشركة في عام 1966 بإنتاج وتجميع سيارات «هلمان هونتر» تحت مسمى «بيكان» بعد توقيع عقد مع مصنع «روتس» البريطانية. وفي التسعينات وضعت الشركة في جدول أعمالها مهام تنويع المنتجات وقامت إثرها بإنتاج سيارات من ماركة «بيجو».
وحالياً تحوّلت «ايكو» إلى أكبر شركة لصناعة السيارات في منطقة الشرق الأوسط وشمال أفريقيا (مينا) بعد اجتيازها مرحلة التجميع والوصول إلى الطاقة الإنتاجية البالغة مليون سيارة سنوياً.
وقامت الشركة بتعزيز قدراتها في مجالات التقنية والأبحاث مستهدفة الوصول إلى المعايير والمواصفات العالمية وأسّست مركزاً للبحث وتطوير المنتجات الحديثة ومركزاً للبحث وتطوير المحركات ومركزاً لاختبارات السيارات، كما قامت باستخدام تقنيات الإنتاج المتطورة وأحدث أجهزة وأنظمة خطوط الإنتاج بالتعاون مع الدول الأوروبية كألمانيا وفرنسا.

## الإنتاج
حاولت الشركة منذ 10 سنين بذل أقصى جهدها للحضور الفعال في الأسواق العالمية وتعزيز مكانة علامتها التجارية وكانت «سمند» أول حصيلة هذا الجهد المتواصل.
تعتبر «سمند» بوصفها أول سيارة وطنية في إيران علامة ظاهرة لانتهاء عصر التجميع في صناعة السيارات الإيرانية، وبعد تصميم وإنتاج سيارة «سمند» وضعت «ايكو» تصميم وإنتاج سيارة أخرى محلية الصنع وتمكنت قبل عامين من كشف الستار عن ثاني سيارتها الوطنية وتعمل حالياً في مشاريع جديدة لتصميم وإنتاج سيارات جديدة.
كما تقوم الشركة بإنتاج سيارات أخرى كسيارات بيجو405 وبيجو بارس وبيجو 206 وبيجو 207i وتندر 90 (لوغان) وسوزوكي غراندفيتارا الرباعية الدفع وكذلك تقوم شركة «إيران خودرو ديزل» (من فروع ايكو) بإنتاج السيارات التجارية بما فيها الحافلات والشاحنات والميني باصات والفانات كما تقوم شركة «ايريكو» (من فروع الشركةبإنتاج عربات القطارات).
ولأجل تحقيق العولمة أدرجت مجموعة «إيران خودرو» الصناعية في جدول أعمالها موضوع التعاون الاستراتيجي مع مصنعي السيارات العالمية المعتمدة مثل «مارسيدس بنز» و«بيجو» و«رينو» و«سوزوكي» وقامت بتنفيذ مشاريع عدة بالتعاون مع تلك الشركات، الأمر الذي أعطى «ايكو» قدرات كامنة لتتمكن من تصنيع وتطوير ماركة «سمند» الوطنية.
ودخلت «ايكو» عصراً جديداً وإثر تطوير خطوطها الإنتاجية ومراعاة المعايير الدولية استطاعت أن تحتل مكانة مرموقة بين مصنعي السيارات العالمية وفي التصنيفات العالمية واعتماداً على الطاقة البشرية المهرة والتقنيات المتطورة التي استخدمت في خطوطها الإنتاجية تمكنت من تعزيز مكانتها في كل عام.
في مسار العولمة
حاولت «ايكو» أن تتطوّر وتتحوّل من شركة محلية إلى شركة عالمية تتطلع إلى العولمة والمستقبل الباهر.
ووضعت مهام إنشاء مصانع في خارج الحدود لإنتاج السيارات ضمن خططها كهدف ترنو إليه لأجل الحضور الفعّال في الأسواق العالمية والاستحواذ على حصة أكبر من تلك الأسواق التنافسية وإعلاء الصورة الذهنية لماركاتها «سمند» و«رانا» وغيرها من السيارات.
وتمّ تأسيس وتشغيل المواقع الإنتاجية في دول سوريا، وبيلاروسيا، وأذربيجان، والسنغال، مصر، وفنزويلا لأجل تحقيق هذا الهدف.
بيلاروسيا: شركة «يونيسون»
تمّ تشغيل مصنع «يونيسون»، الذي تعود ملكية أسهمه إلى القطاع الحكومي بنسبة 26 في المائة والقطاع الخاص بنسبة 74 في المائة، في عام 2006 بالعاصمة البيلاروسية «مينسك» وبطاقة إنتاجية تبلغ 2500 سيارة سنوياً وقامت بإنتاج سيارات «سمند LX» في الربع الأول لعام 2007. تبلغ مساحة المصنع قرب 250 ألف مترمربع.
سوريا: «سيامكو»
تمّ تشغيل مصنع «سيامكو»، أول مصنع لصناعة السيارات في سوريا والذي يقع في منطقة «عدراء» الصناعية على بعد 40 كيلومتراً من العاصمة السورية «دمشق»، في عام 2005 وبطاقة إنتاجية تبلغ 30 ألف سيارة سنوياً. تبلغ مساحة المصنع قرب 180ألف مترمربع.
تعود ملكية أسهم الشركة إلى شركة «إيران خودرو» لصناعة السيارات بنسبة 40 في المائة والقطاعين الخاص والحكومي السوريين بنسبة 60 في المائة.
وتقوم الشركة حالياً بإنتاج سيارة سمند «شام» العادية ووضعت ضمن جدول أعمالها إنتاج «سمند LX» في المستقبل القريب.
فنزويلا: شركة «فنيراوتو»
تم تأسيس مصنع «فنيراوتو» في أرض تبلغ مساحتها مليون مترمربع وبطاقة إنتاجية تبلغ 16.500 سيارة سنوياً وقامت بإنتاج سيارات «سمند».
تعود ملكية أسهم الشركة إلى القطاع الحكومي الفنزويلي بنسبة 49 بالمائة والقطاع الحكومي الإيراني (منظمة تطوير الصناعات الإيرانية وتحديثها) بنسبة 25 بالمائة وشركة «إيران خودرو» لصناعة السيارات بنسبة 13 بالمائة وشركة «سايبا» لصناعة السيارات بنسبة 13 بالمائة.
أذربيجان: شركة «أذ سمند»
تم تأسيس مصنع «أذ سمند» في عام 2006 إثر تعاون ثنائي بين شركة «إيران خودرو» لصناعة السيارات والقطاع الخاص الأذربيجاني وبطاقة إنتاجية تبلغ 6 آلاف سيارة سنوياً.
وتقوم الشركة حالياً بإنتاج سيارة «سمند LX» ووضعت ضمن جدول أعمالها إنتاج «سمند EL» و«سورن» في المستقبل القريب.
السنغال: شركة «سنيران أوتو»
تم تشغيل مصنع «سنيران أوتو» ضمن استثمار مشترك بين شركة «إيران خودرو» لصناعة السيارات والقطاع الحكومي السنغالي في عام 2007. وتلبغ الطاقة الإنتاجية للمصنع 15 ألف سيارة سنوياً.
تعود ملكية أسهم الشركة إلى شركة «إيران خودرو» لصناعة السيارات بنسبة 60 بالمائة والقطاعين الخاص والحكومي السنغاليين بنسبة 40 في المائة.

## الصادرات
بدأت شركة «إيران خودرو» لصناعة السيارات عملية تصدير منتجاتها إلى الأسواق العالمية منذ عام 2003 وقامت بتصدير سياراتها إلى أكثر من 30 دولة في الشرق الأوسط وشمال أفريقيا وأوروبا الشرقية ودول الكومنولث المستقلة.
ومنذ بداية عملية التصدير شهدت منتجات «ايكو» إقبالاً واسعاً من الزبائن في دول روسيا وبيلاروسيا وتركيا والعراق ولبنان وغيرها من الدول التي تصدر إليها هذه المنتجات.
وتقوم الشركة بتصدير قطع السيارات والمسبوكات المعدنية علاوة على السيارات وشهدت وتيرة تصدير منتجات الشركة نمواً ملحوظاً في السنوات الأخيرة.
تعتبر إيران خودرو أكبر منتج للسيارات والمركبات في الشرق الأوسط ووسط آسيا حيث تنتج مئات آلاف المركبات من طرازات عدة سنوياً من ضمنها 550 ألف من السيارات والباصات والشاحنات والشاحنات الخفيفة (pick-up)، الأمر الذي يجعلها الشركة العشرين على مستوى العالم من ناحية حجم إنتاجها من المركبات. كما أن هناك مشروع مشترك يجمع الشركة الإيرانية مع ديملر الألمانية بهدف إنتاج محركات متطورة لسيارات مرسيدس بنز حيث لتصدير تلك المحركات المنتجة في إيران إلى ألمانيا.

## التجمع الحاسم للسيارة
دعت شركة إيران خودرو الصناعية جميع المساهمين للمشاركة في الجمعية العامة غير العادية من خلال نشر إشعار في نظام کدال، والذي يعتبر بمثابة تجميع حاسم لشركة خودرو. في هذا الاجتماع الاستثنائي ، سيتم مناقشة عددين من المادة 141 من القانون التجاري ومدى التزام النظام الأساسي للشركة بنموذج النظام الأساسي لهيئة الأوراق المالية والبورصات. إن التجميع الحاسم لصناعة السيارات مهم لأنه بالنظر إلى حقيقة أن شركة إيران خودرو غير مربحة ، في هذا التجميع ، يجب التفكير في حل لإخراج الشركة من الوضع الحالي. وفقًا للمادة 141 من القانون التجاري ، إذا فقد ما لا يقل عن نصف رأس مال الشركة بسبب الخسائر ، فإن مجلس الإدارة ملزم بالدعوة على الفور إلى اجتماع عام غير عادي للمساهمين لمناقشة مسألة تصفية الشركة أو بقاءها.

## معرض الصور

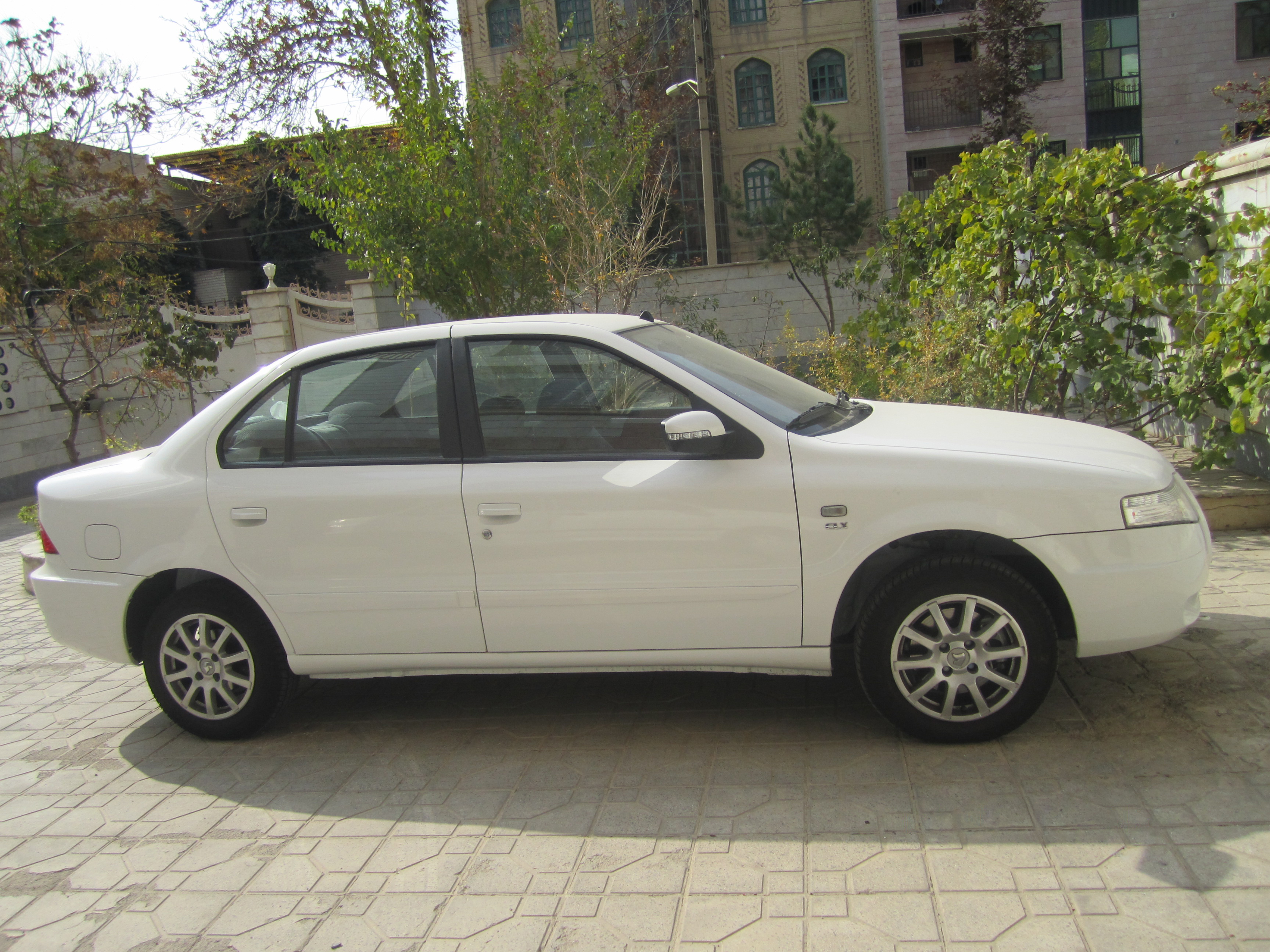
منظر جانبي لسمند سورن
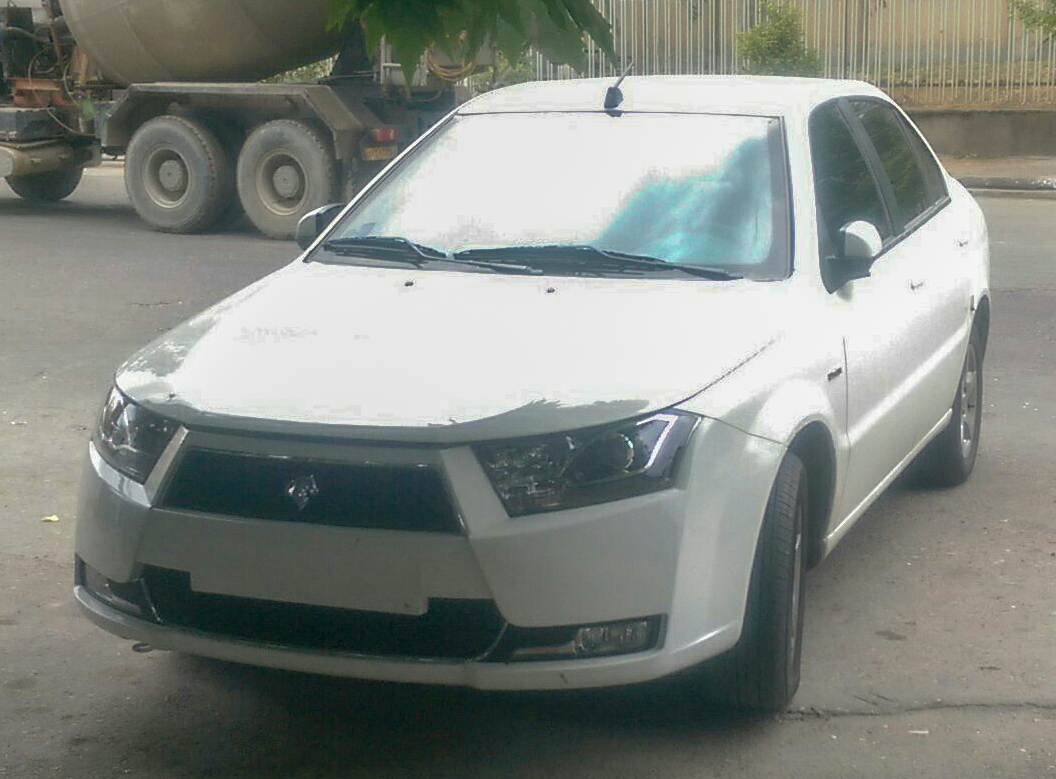
دنا
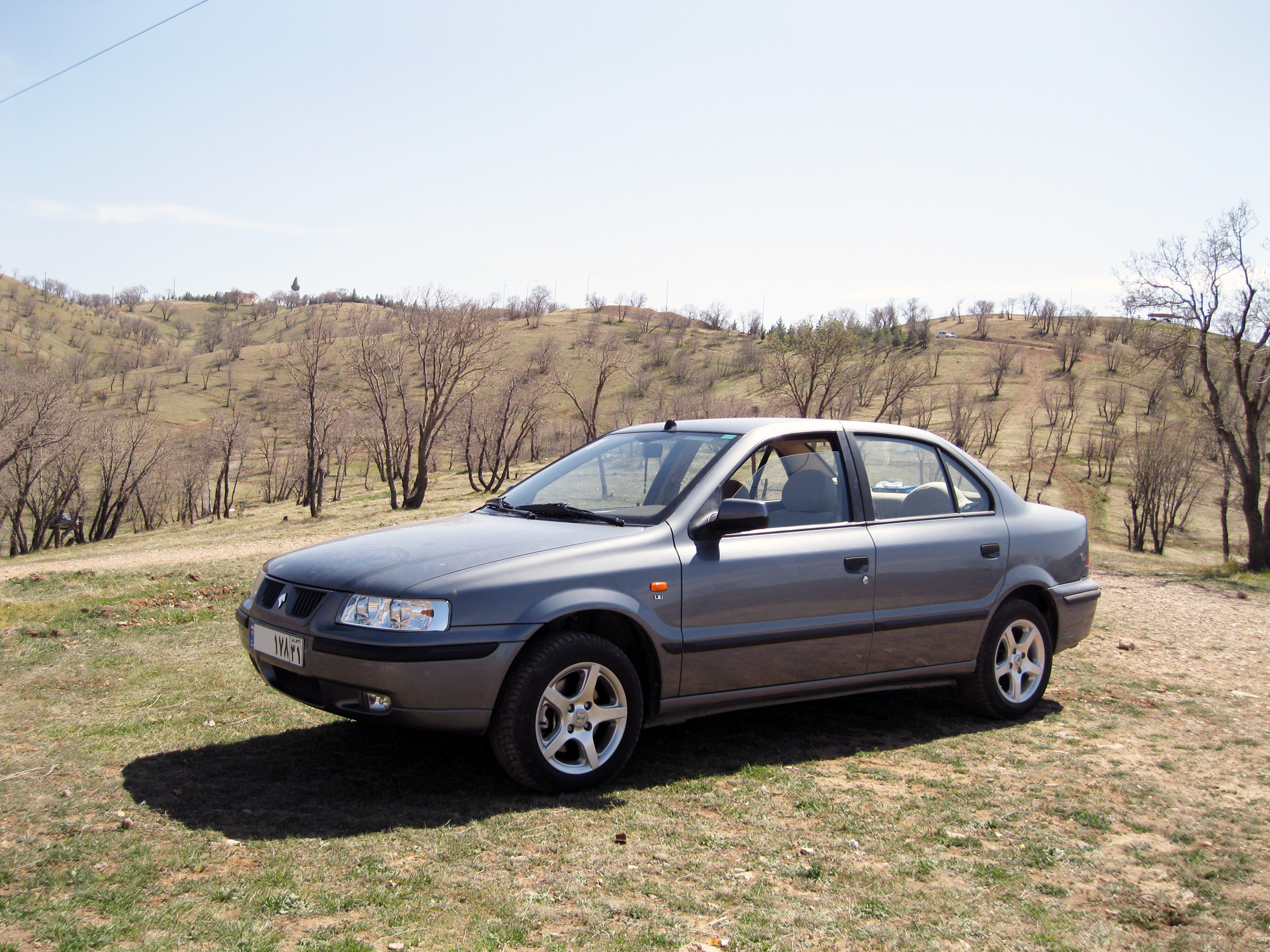
منظر جانبي لسمند إل إيكس
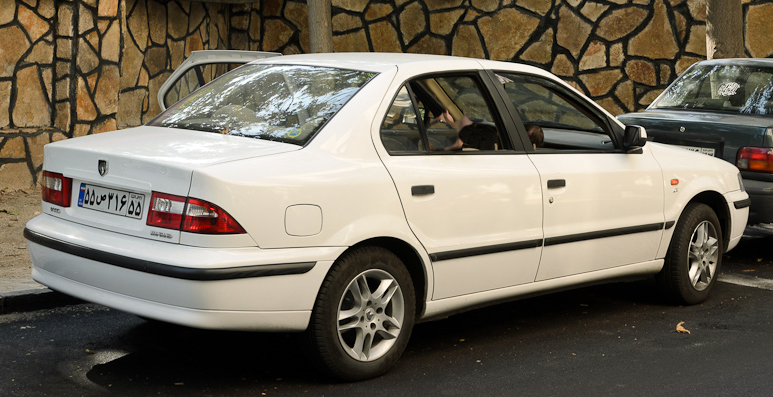
منظر جانبي لسمند إل إيكس
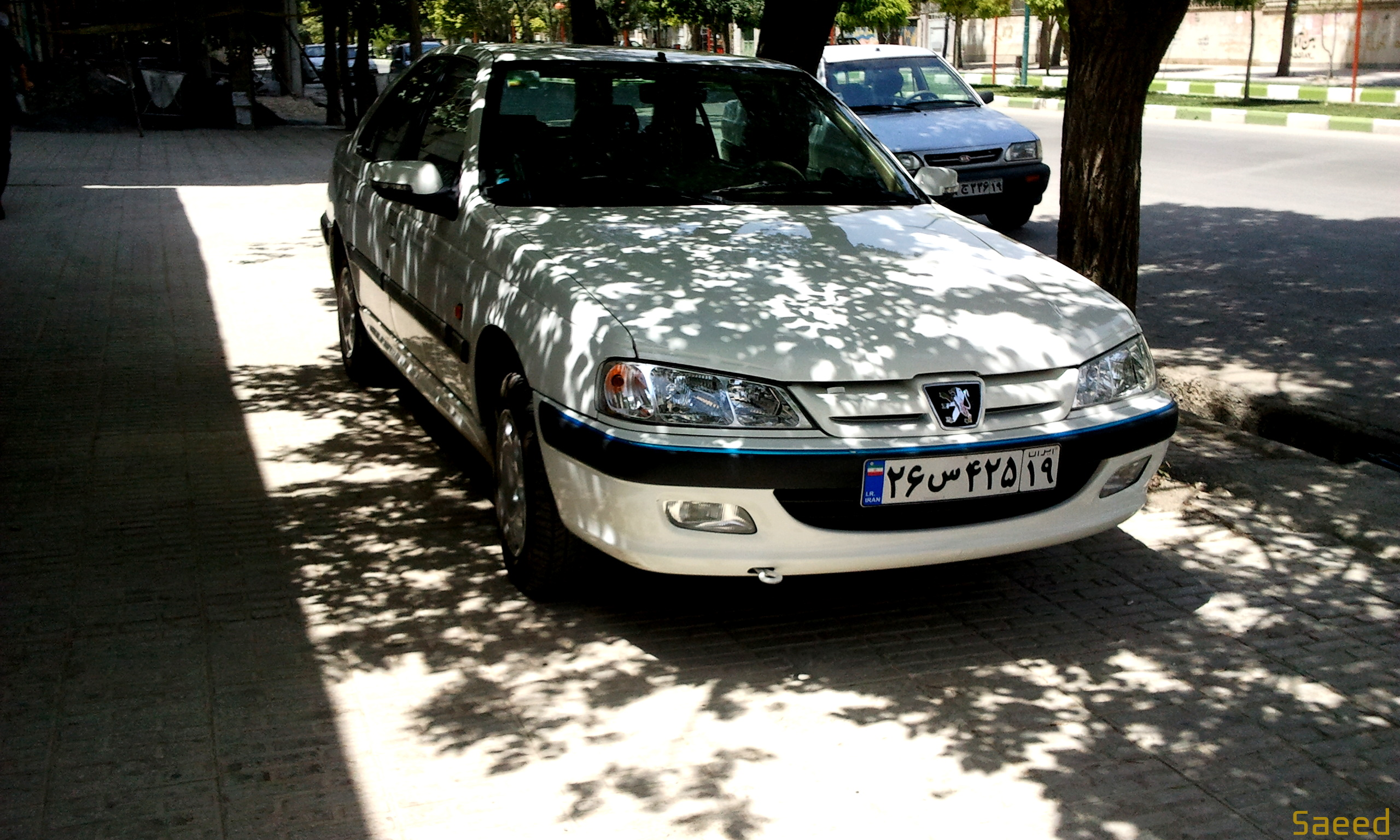
بيجو بارس
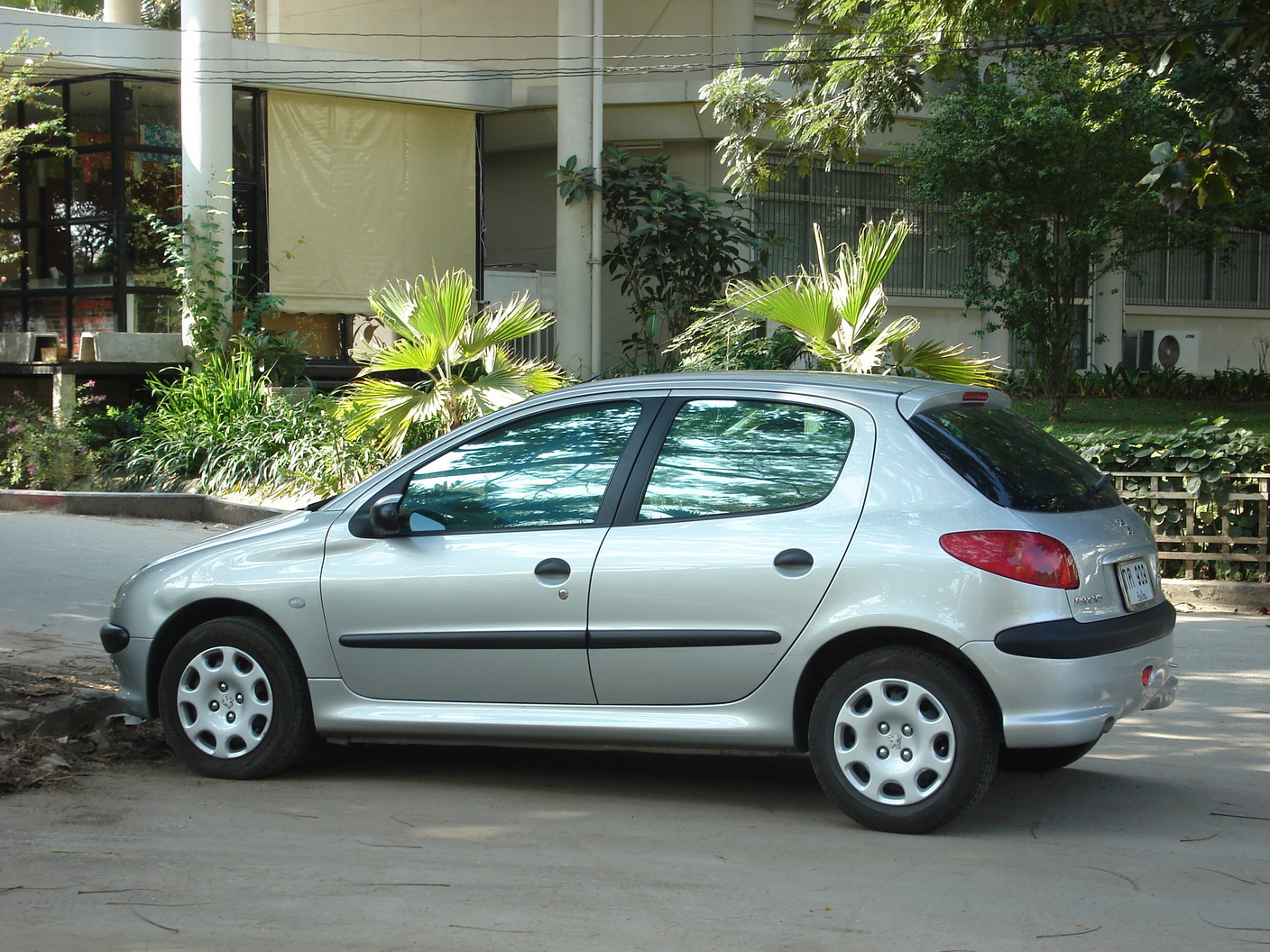
بيجو 206
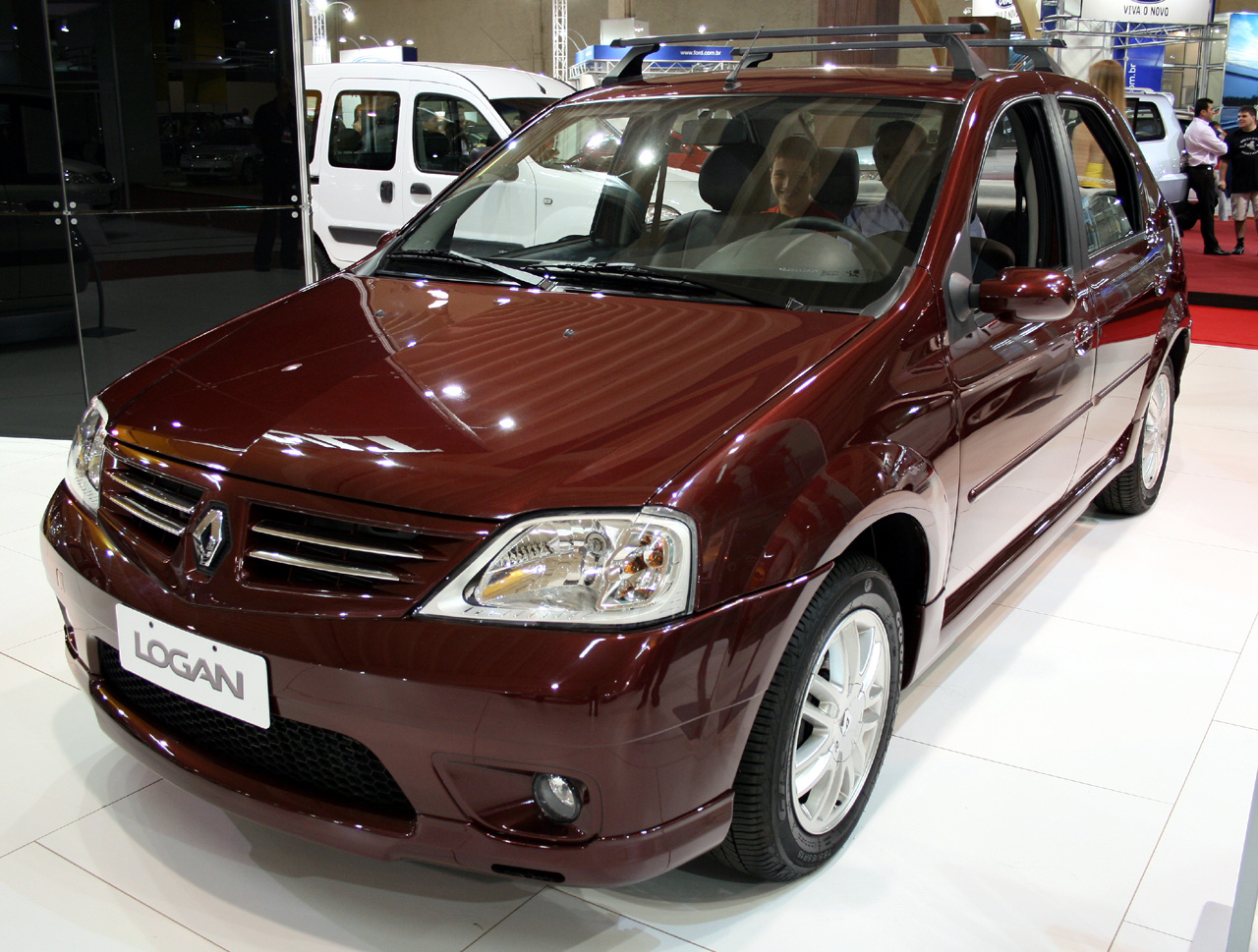
إل 90
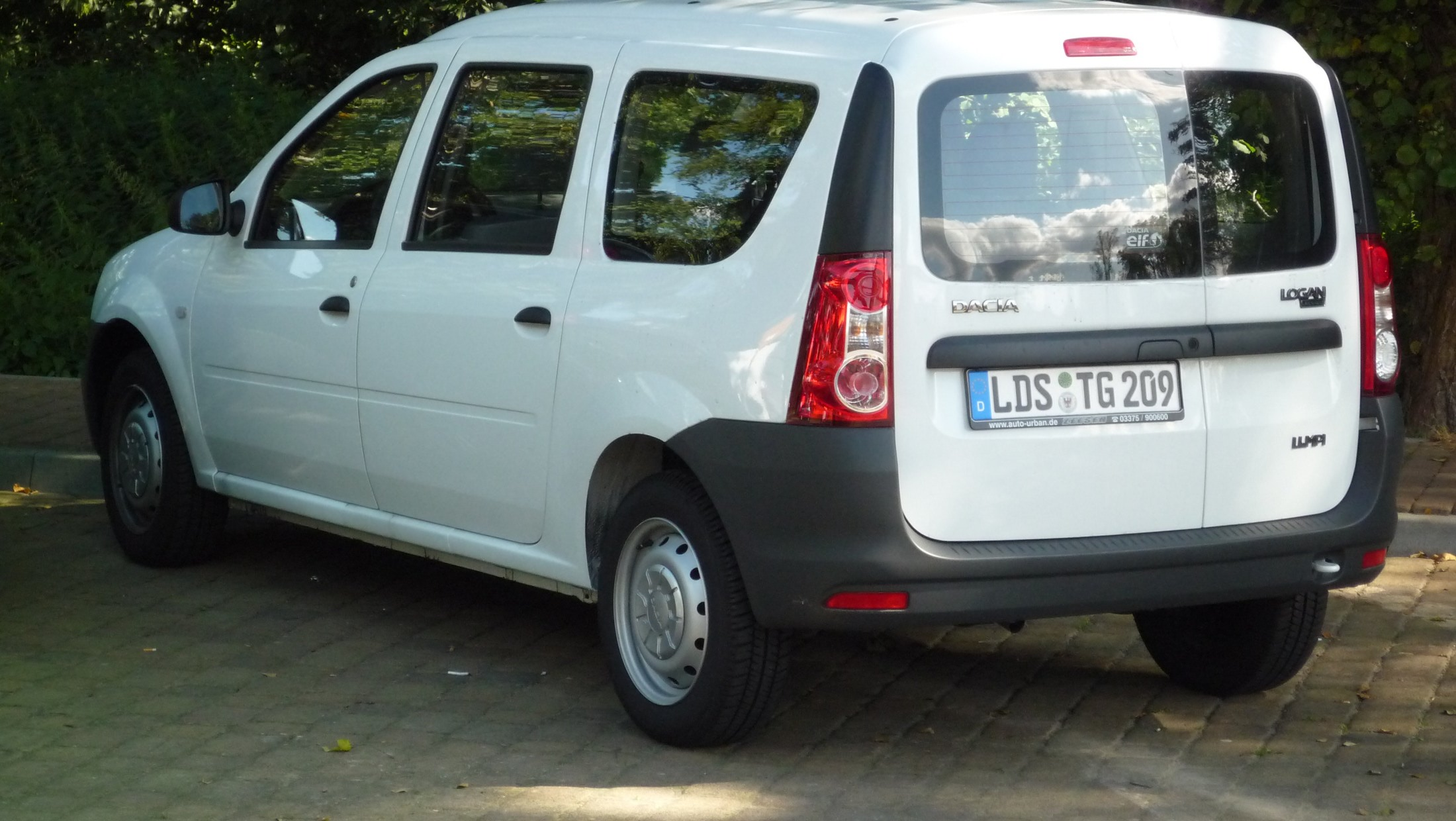
داسيا لوغان خطة بيك آب
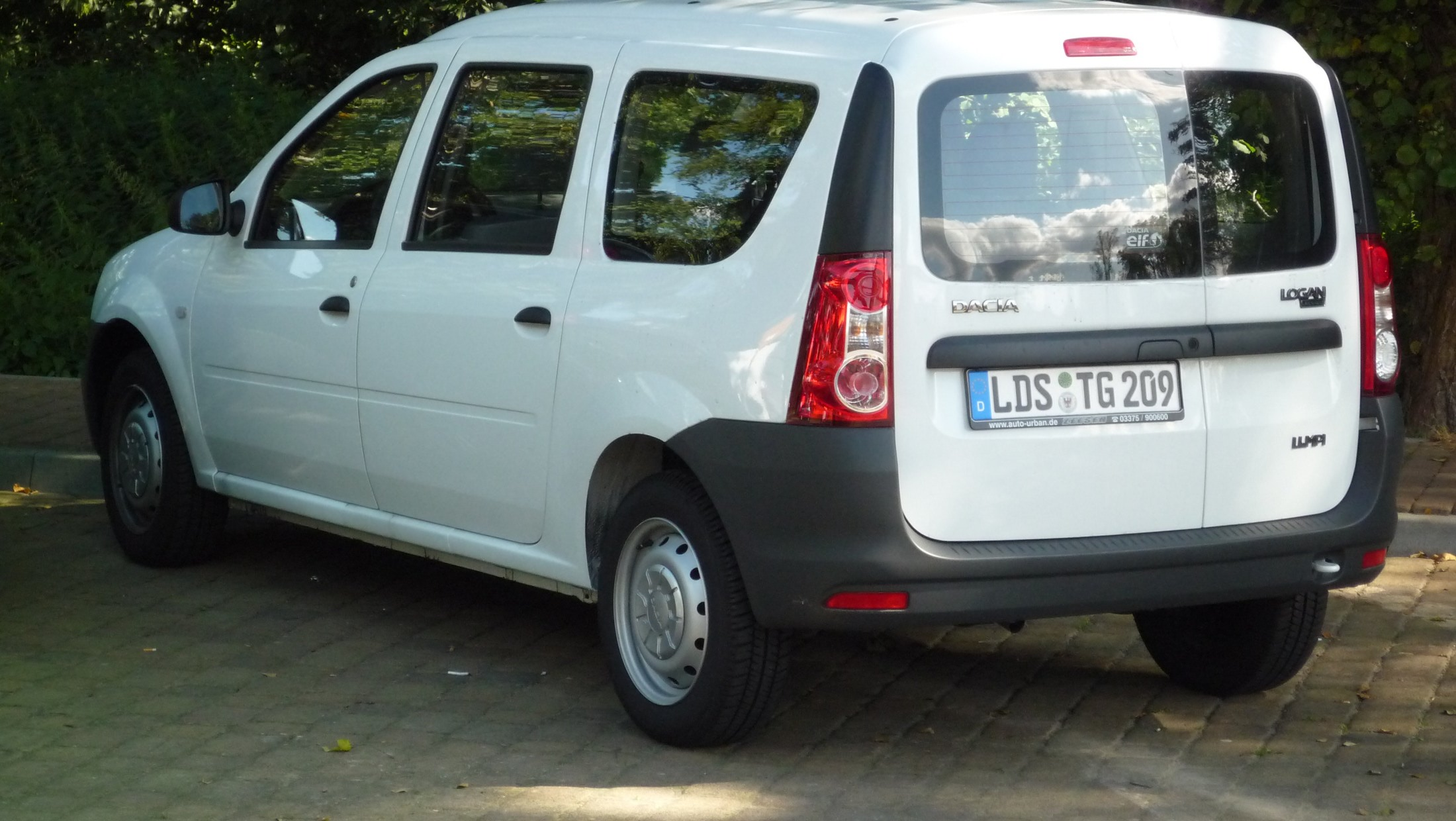
داسيا لوغان ستيشن واغن